# Strelitzia caudata
Espèce
Strelitzia caudata , communément appelée strelitzia de montagne ou banane sauvage , est une espèce de Strelitzia semblable à la banane originaire d' Afrique.

## Répartition
Cette espèce s'étend du Zimbabwe au sud du Mozambique, des provinces du nord de l'Afrique du Sud et d' Eswatini. 

## Historique
Cette espèce a été décrite pour la première fois en 1946 par Robert Allen Dyer dans Flowering Plants of Africa.

## Étymologie
L'épithète spécifique caudata signifie haché, il s'agit d'un appendice d'un sépale, qui n'existe que chez cette espèce.  C'est l'une des trois grandes espèces de Strelitzia ressemblant à des bananes, toutes originaires d'Afrique australe, les deux autres étant S. alba et S. nicolai.